# Gudstjänst (TV-program)
Gudstjänst är de gudstjänstssändningar som SVT sänder om söndagarna från olika kyrkor runtom i Sverige. Förutom det praktiska syftet, försöker man även spegla den geografiska och ekumeniska bredden.
Ofta har man sänt från Svenska kyrkan, men även andra samfund har förekommit. År 1990 uppstod debatt i samband med sändningar från Livets Ord.
Debatt finns i samhället huruvida dessa gudstjänster bör sändas i statsfinansierad tv. Även diskussioner om detta strider mot svensk Radio & TV lag om opartiskhet.